# Coppa della Sila 1933

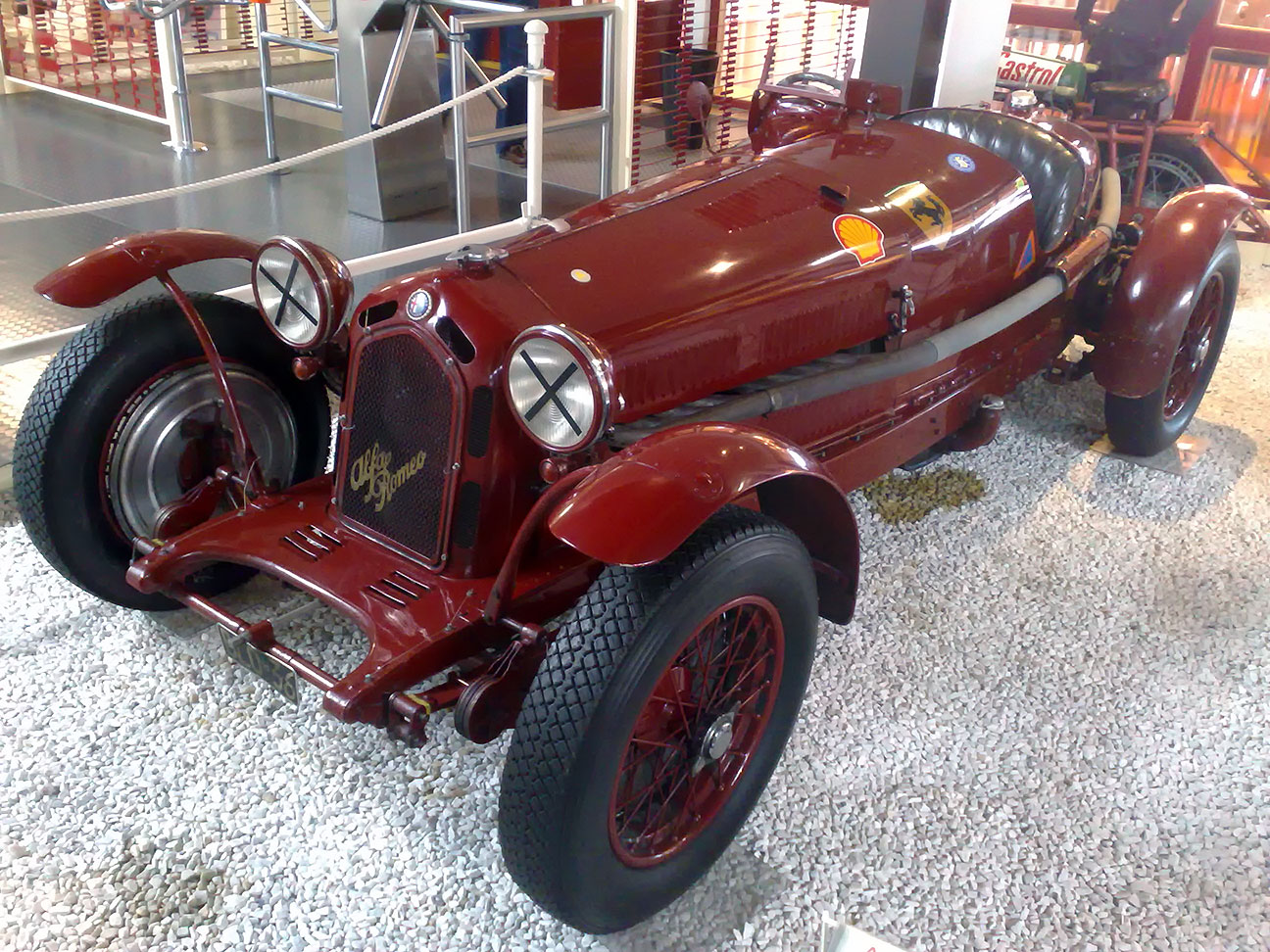
Alfa Romeo 8C 2300 Monza der Scuderia Ferrari

Die VIII. Coppa della Sila fand am 23. Juli 1933 auf einem Rundkurs um die kalabrische Stadt Cosenza statt.

## Das Rennen
Den Namen hatte die Rennveranstaltung, die 1924 zum ersten Mal organisiert wurde, vom Gebirgsmassiv Sila in der kalabrischen Provinz Cosenza. Der Rundkurs war 144 km lang und führte von Consenza über Bergstraßen und die Orte der Hochebene zurück zum Ausgangspunkt. Die Strecke musste dreimal komplett durchfahren werden. Die Idee zu Rennen hatte der ortsansässige Chirurg Giuseppe Catalani.
Nach dem Rennen 1930, das Luigi Arcangeli auf einem Alfa Romeo 6C 1750 GS gewann, fand zwei Jahre keine Veranstaltung statt. 1933 wurde die Streckenlänge auf 126,655 km reduziert; wieder mussten drei Runden zurückgelegt werden. Nachdem Guido d’Ippolito das Rennen 1930 nach als Zweiter beendet hatte, siegte er 1933 mit drei Minuten Vorsprung auf Renato Balestrero.

## Ergebnisse

### Schlussklassement
| 1           | Sport Gr. A |  | Scuderia Ferrari | Guido d’Ippolito    | Alfa Romeo 8C 2600MM     | 3 |
| 2           | Sport Gr. B |  |                  | Renato Balestrero   | Alfa Romeo 8C 2300 Monza | 3 |
| 3           | Sport Gr. B |  | Scuderia Ferrari | Guglielmo Carraroli | Alfa Romeo 8C 2300 Monza | 3 |
| 4           |             |  | XXX              | XXX                 |                          |   |
| 5           |             |  | XXX              | XXX                 |                          |   |
| 6           |             |  | XXX              | XXX                 |                          |   |
| Ausgefallen |             |  |                  |                     |                          |   |
| 7           | Sport Gr. B |  | Scuderia Ferrari | Antonio Brivio      | Alfa Romeo 8C 2600MM     |   |
| 8           |             |  | XXX              | XXX                 |                          |   |
| 9           |             |  | XXX              | XXX                 |                          |   |
| 10          |             |  | XXX              | XXX                 |                          |   |

XXX in der Tabelle steht für Teilnehmer unbekannt

### Nur in der Meldeliste
Zu diesem Rennen sind keine weiteren Meldungen bekannt.

### Klassensieger
| Klasse      | Fahrer            | Fahrzeug                 | Platzierung im Gesamtklassement |
| ----------- | ----------------- | ------------------------ | ------------------------------- |
| Sport Gr. A | Guido d’Ippolito  | Alfa Romeo 8C 2600MM     | Gesamtsieg                      |
| Sport Gr. B | Renato Balestrero | Alfa Romeo 8C 2300 Monza | Gesamtsieg                      |

### Renndaten
- Gemeldet: 10
- Gestartet: 10
- Gewertet: 6
- Rennklassen: 2
- Zuschauer: unbekannt
- Wetter am Renntag: unbekannt
- Streckenlänge: 126,655 km
- Fahrzeit des Siegerteams: 5:43:10,800 Stunden
- Gesamtrunden des Siegerteams: 3
- Gesamtdistanz des Siegerteams: 379,965 km
- Siegerschnitt: 66,437 km/h
- Pole Position: keine
- Schnellste Rennrunde: Antonio Brivio – Alfa Romeo 8C 2600MM - 1.11.13.000 - 68,299 km/h
- Rennserie: zählte zu keiner Rennserie